# 上海工部局樂隊
上海工部局樂隊，又名「市立管絃樂隊與吹奏樂隊（Municipal Orchestra and Band）」，為西方人在中國最早創立的職業西式管弦樂隊，前身為上海公共樂隊（Public Band），後發展為上海交響樂團（Shanghai Symphony Orchestra），曾有「遠東第一樂隊」之譽。

## 生成背景

### 1843年 上海開埠
清政府於1842年鴉片戰爭失敗後，簽訂《中英南京條約》，並於次年按條款所訂定，正式對外開放上海做指定通商口岸，其中亦包含廣州、廈門、福州、寧波五個港口。1845年，英方提出租借請求，雙方決議採用「永租制」來確定居留地及其相關權利，並成立中國第一個租界——上海英租界，隨後美租借（1848）及法租借（1849）相繼成立，至1863年，英美租借合併成公共租界，並成立「公共租界工部局（Municipal Council of the International Settlement）」。因此，自上海開埠後，以僑民為中心的租界生活為上海城市文化提供了重要的場域。

## 歷史沿革

### 1864年 上海愛樂社及巡捕房樂隊的成立
- 公共租界中最早的文化團體可分為舞蹈、音樂和戲劇等型態，以1864年所成立的上海愛樂社（Shanghai Philharmonic Society）及1866年的「西人愛美劇社（Amateur Dramatic Club）」為代表，團員組成以業餘演出者為主，並於蘭心大戲院（Lyceum Theatre）進行演出。據《字林西報》1867年2月28日的記載，西人愛美劇社的廣告篇幅中預告其演出配樂為管弦樂隊和鋼琴，並提及上海愛樂社及指揮雷慕薩（Jean Rémusat）之名，可以見得此二文化團體之互動關係，並開啟了上海室內藝術文化的扉頁。

- 工部局巡捕房樂隊於1864年成立，目的在於提高巡捕士氣以及提供外籍巡捕的娛樂消遣，至1868年已發展成具有經費資助及固定排練場地的小型軍樂隊，為工部局樂隊出現以前唯一為外僑服務的西洋樂隊。[1]

### 1874年 管樂社於外灘公園演出夏季露天音樂會大獲好評
- 管樂社（Wind Instrument Society）的演出成員大多為業餘演奏者，少部分為「拿報酬成員」，由指揮雷慕薩（Jean Rémusat）所策劃的演出活動雖大受歡迎，但由於露天音樂會的開放性質，不需購買門票即可欣賞，使得收入與支出不成比例，據1878年5月25日《北華捷報》指出樂隊無法負擔報酬成員應得的工資，因此在這樣供需不成比例的情況下，專業的樂隊分工及為市民服務的樂隊構想應運而生。

- 1878年「上海运动事业基金会（Shanghai Recreation Fund）」填補了樂隊於1874-1876的財政赤字，於隔年正式接管此樂隊，並同時成立「樂隊委員會」輔助樂隊日常行政事務，任命法國音樂家雷慕薩（Jean Rémust）為樂隊首任指揮。

### 1879年 上海公共樂隊成立
- 公共樂隊（Public Band）的規模為一小型業餘管樂隊，初期是為因應歐洲僑民對文化娛樂的需要而成立，例如每年夏季在外灘公園（今黃浦公園）音樂亭的露天音樂會，接著因工部局運動事業基金的贊助，開始為萬國商團遊行典禮及市府機關活動伴奏，實際上已漸漸超出自娛自樂的範疇，開始萌生文化上的自我意識，導向文化政策的正視。另一方面，以樂隊組成而言，公共樂隊承襲管樂社（Wind Instrument Society）的配器傳統，主要透過管樂器進行演奏；大部分團員並非租借僑民或者中國人，而是指揮雷慕薩（Jean Rémusat）親自招募的菲律賓樂師，因佣金低廉以及可集體招聘，使得經營上較為便利。
- 歷任指揮：1881年韋拉（Melchior Vela）、1900年瓦蘭沙（M. A. Valenza）、1906年布克（Rudolf Buck）、1919年梅百器（Mario Paci）。

### 1922年 改稱上海工部局樂隊
- 直至1942年由日本政府接管更名為「上海交響樂團」前，此樂隊皆以「上海工部局樂隊（Municipal Orchestra and Band）」為名而演出，從此進入真正的管弦樂隊時代。據1922年《工部局年報》記載，此時期的團員組成為24名歐洲樂師與19名菲律賓樂師，而指揮家梅百器（Mario Paci）可說是重要推手，與小提琴家富華（Arrigo Foa）搭檔，任職期間可謂樂隊漫長歷史上的黃金期[2]。
- 當時的演奏活動主要分為冬季和夏季，冬季主要以室內音樂會為主，如在市政廳所舉辦的盛大週日交響音樂會（Sunday Symphony Concert）及較為輕鬆的週五品茗音樂會（Friday Tea Concert）；而夏季除週五及週日外，每天固定於下午五點半舉辦露天音樂會，對指揮而言，因為樂器音響構造的差異，戶外音樂會是管弦樂隊的一大挑戰，但在日本音樂學家田邊尚雄的田野紀錄中依舊給予樂隊水準極高的評價，此外，亦可從《工部局年報》所記載的觀眾人數見得樂隊的演出活動非常受當時市民所歡迎。樂隊黃金期於1942年5月，工部局舉辦最後一場告別音樂會時畫下句點。

## 歷任指揮

### 1879-1880年：雷慕薩（Jean Rémust，法國人）
- 1878年法國音樂家雷慕薩（Jean Rémust, 1815-1880）至海外演出時，途經上海時稍做停留，便為被甫成立的樂隊委員會招攬成為管樂社首任指揮。
- 1879年至馬尼拉舉辦長笛獨奏會，並招募籌備公共樂隊的新成員。
- 1881年雷慕薩去世。

### 1881-1899年：韋拉（Melchior Vela，西班牙人）
- 1881年納稅人會議決議將樂隊交由工部局管理，並利用稅金營運都市樂隊，委任維拉為樂隊第二任指揮。
- 韋拉出任指揮的同時，亦演奏小提琴，並試圖將樂隊規模擴張為管弦樂隊。因此在親赴馬尼拉挑選樂師後，積極借用上海運動事業基金會及法租界當局的西洋弦樂器予以管樂樂師加以訓練，並於1883年邀請葡萄牙音樂家格斯達（Da Costa）入團指導樂師。因此上海公共樂隊不僅可作為管樂隊亦可作為管弦樂隊，滿足租借生活的各種音樂需求的同時也節省了經費開銷，在韋拉將近二十年的領導下，公共樂隊的藝術水平逐漸提升。
- 1899年韋拉返回歐洲。

### 1900-1906年：瓦蘭沙（M. A. Valenza，義大利人）
- 1900年，繼韋拉大幅提升公共樂隊的藝術水平後，瓦蘭沙被推舉為公共樂隊的第三任指揮。
- 此時期藝術水平的提升，使得工部局願意投入更多的資金經營樂隊，但在瓦蘭沙的帶領下，樂團表現與收入並未隨著經費的投入的增加而穩定成長，這樣的現象引起了工部局董事會及樂隊委員會的不滿，由1906年《工部局年報》的資料可以推斷委員會試圖為樂隊進行全方位的調整：「作為一個好的指揮，應該就樂隊的演出水準向樂隊成員提出明確的要求，而對於樂隊的演出活動來說，也應該「比現在的指揮」持有更高的理想。」如重新任命有能力的指揮、增加優秀的歐洲樂師比例、固定樂隊演出形式等。

### 1906-1918年：布克（Rudolf Buck，德國人）
- 1906年布克攜帶六位歐洲團員抵滬，成為公共樂隊第四任指揮。
- 布克曾擔任樂評撰稿人，在《工部會年報》中因文筆優勢而有較多篇幅的紀錄，文章長度亦超過樂隊委員會的篇幅。此外，布克在此時期擴充樂隊編制為兩管制，演奏曲目亦隨之增廣，並於1908年首次將樂曲解說放入音樂會節目單中，使樂隊逐一走向專業化與現代化的進程。
- 1913年，樂隊中的歐洲樂師人數達到14位，各聲部首席皆為德奧音樂家[3]，透過樂隊規模逐漸擴大、演奏水平逐漸提高以及演奏曲目與形式的多樣化，使公共樂隊逐漸成為租借生活中不可或缺的一部份。
- 1918年，第一次世界大戰的結束標誌著布克時代[4]的終結，其所屬的德國為戰敗國，布克亦離開上海返回歐洲。

### 1919-1942年：梅百器（Mario Paci，義大利人）
- 1918年，梅百器抵滬，並於隔年舉辦鋼琴獨奏會及交響演奏會。
- 1919年，當局為振興因戰爭而陷入混亂局面的公共樂隊，特聘其為公共樂隊第五任指揮，亦為1922年改名為上海工部局樂隊的首任指揮。
- 1921年，梅百器親自赴歐招聘一流歐洲樂師並購回大批新穎樂器[5]，小提琴家富華（Arrigo Foa）隨其來滬出任樂團首席，據記載1922年樂團組成為24名歐洲樂師及19名菲律賓樂師，一舉成為享譽世界、亞洲第一的管弦樂隊[6]。隔年更名為「市立管絃樂隊與吹奏樂隊（Municipal Orchestra and Band）」樂隊規模與演奏水平達到了空前的發展，亦被稱為樂隊漫長歷史中的黃金期。
- 梅百器試圖提高演奏曲目及型態的多樣化，廣邀歐洲知名演奏家及歌劇團來滬進行演出，如1923年小提琴家克萊斯勒及1931年小提琴家海飛茲，1926年舉行韋伯誕辰150週年及逝世100週年紀念音樂會，及為青少年所舉辦的專場音樂會及1927年義大利卡皮歌劇團來滬公演等。
- 此時期的樂隊成員，新增了俄國及中國樂師，菲律賓樂師逐漸減少，起因於1923年起陸續抵滬的俄籍難民音樂家，為上海國際藝壇提供了大批音樂與藝術愛好者。此外，1927年，第一位中國籍演奏家譚抒真[7]首次登上管弦樂隊的舞台讓不少觀眾大為驚訝，根據1938年的統計，在當時已有五位中國樂師，如王人藝、陳又新、劉偉佐、张貞黻和黃貽鈞等人，打破了外國樂師組成管弦樂隊的傳統。

## 管理單位
上海工部局樂隊作為中國近代最具代表的西式管弦樂隊之一，其形成與演變在職業樂團發展上的進程有賴於不同時期的樂隊發展理念以及官方組織機構的扶持。
- 1879年成立公共樂隊委員會，由八位僑民所組成。
- 1881年由工部局接管，內部分為工部局董事會及工部局樂隊委員會，前者為統籌制定政策的機構，依照後者所匯報的內容進行監督、指導並做出最終決定。[8]
- 1906年重組公共樂隊委員會。
- 1942年工部局裁撤樂隊, 樂隊委員會亦隨之取消。

## 存廢問題與結語
自1930年代起，各界對於樂隊存廢問題開始廣泛探討，其中以主存者與主廢者進行討論，直至1942年進行樂隊「改組」事宜。
- 裁撤樂隊的起因：樂隊規模的擴大以及投入經費增多導致納稅人會亦曾多次表示樂隊存在與否的問題。[9]
- 主存者認為樂隊性質與圖書館相仿，對於文化推動有所貢獻，再加上梅百器時代的輝煌成績，以使樂隊成為遠東最著名的樂隊之一。
- 主廢者認為樂隊僅在有產有閒階級之享樂與消遣，與上海全體市民福利無關。

上海工部局樂隊在成立初期，並未有進入中國社群的意圖，直至經費及存廢問題逐漸浮出檯面後，義大利籍指揮家梅百器開始領導樂隊演奏中國作品、接納中國團員並融入中國本土文化，此過程無疑是一段西方音樂在中國的接受史，亦是中西音樂交流的一大進程，也使樂隊得以在不同時期以新的姿態延續生命。